# Apple A9X
Az Apple A9X egy Apple tervezésű 64 bites ARM alapú egylapkás rendszer. Megjelenése a 2015. szeptember 9-én bejelentett és 2015. november 11-én forgalomba hozott iPad Pro-hoz köthető. Az A9X integráltan tartalmaz egy M9-es mozgásfeldolgozó koprocesszort is, ugyanúgy, mint az Apple A9, amelynek ez a chip egy kissé továbbfejlesztett változata. Az Apple ennek az alkatrésznek a teljesítményét továbbra is az A8X chipéhez hasonlítja, ami szerinte 1,8-szoros általános (értsd: 80%-os növekedés), és 2-szeres grafikai (azaz: +100%-os növekedés) teljesítményt produkál a viszonyítási rendszerhez képest.

## Kialakítása
Az A9X vezérlő része ugyanaz a „Twister” processzormag, ami testvérkiadásában, az A9-ben is ketyeg, tehát egy 64 bites ARMv8-A típusú kétmagos CPU. Memória-sávszélességét és tárolója gyorsaságát szintén az Apple A8X chiphez viszonyítják, ami mindkét értékben állítólag kétszeres (kétszeres sávszélesség mellett kétszer gyorsabb tárműködés).
Az A9-cel ellentétben az A9X nem tartalmaz L3 gyorsítótárat, éppen a jelentős DRAM sávszélesség miatt. A RAM nem beépített, hanem külső tokban található. Az A9X-hez 4 GiB LPDDR4 memória járul a 12,9 colos iPad Pro-ban, és 2 GiB a 9,7 colos iPad Pro-ban; a teljes sávszélesség mindkét kiépítésben 51,2 GB/s. A magas sávszélesség szükséges a tizenkét magos PowerVR 7 sorozatú GPU magok táplálásához. A chip tranzisztorszáma magasabb, mint az A9-é, ezt a növekedést éppen a több GPU mag okozza.
Az A9X ugyanolyan NAND interfészt használ, mint az A9 – ez ugyanaz az Apple tervezésű NVMe-alapú vezérlő, ami PCIe kapcsolaton keresztül kommunikál. Az iPad Pro NAND kialakítása leginkább egy PC stílusú SSD-re hasonlít, nem pedig a mobil eszközökben megszokott beágyazott közös flash memóriára, ami által a tárolóvezérlés az eszközben gyorsabb lehet a konkurencia mSATA- vagy eMMC-alapú rendszereinél.

## Apple A9X-et tartalmazó eszközök
- iPad Pro (12.9" és 9.7")

## Fordítás
Ez a szócikk részben vagy egészben  az   Apple A9X című angol Wikipédia-szócikk ezen változatának fordításán alapul.  Az eredeti cikk szerkesztőit annak laptörténete sorolja fel. Ez a jelzés csupán a megfogalmazás eredetét és a szerzői jogokat jelzi, nem szolgál a cikkben szereplő információk forrásmegjelöléseként.